# Jan-Olof Zetterberg
Jan-Olof Zetterberg, född 11 februari 1964 i Sundsvall, är en före detta svensk ishockeyspelare.
Jan-Olof Zetterberg har spelat i Timrå IK, Sundsvall Hockey, Tingsryds AIF, HV71 för att avsluta sin ishockeykarriär i  Växjö HC, säsongen 1992-1993.